# كازو (مغنية)
جوليتا إميليا كاتزوتشيلي  (من مواليد 16 ديسمبر 1993) ، والمعروفة باسم كازو (Cazzu) ، هي مغنية ومغنية راب أرجنتينية. ولدت ونشأت في ليديسما ، جوجوي ، واكتسبت شهرة مع أغانيها الفردية "Loca" و "Toda" و "Pa Mi .  